# Tóth László (vízilabdázó, 1968)
Tóth László (Szentes, 1968. február 9. –) magyar vízilabdázó, olimpikon.

## Pályafutása
Szentesen kezdett vízilabdázni. 1985-ben az ifjúsági vb-n és az Európa-bajnokságon is ezüstérmes volt. 1985-ben junior vb második, 1986-ban a junior Eb-n harmadik helyezést ért el. 1986-ban mutatkozott be a felnőtt válogatottban. Tagja volt az 1988-as olimpián ötödik helyezést elért magyar csapatnak. 1989-ben a bonni EB-n ötödik, a világkupán harmadik volt. 1991-ben harmadik helyezést ért el a világbajnokságon és ötödik volt az Eb-n. Ugyanebben az évben a jugoszláv VK Bečejhez szerződött, de a bizonytalan jugoszláv helyzet miatt nem szerepelt ott és a Vasas játékosa lett. 1992-ben az olimpián hatodik lett. 1993-ban Európa-bajnoki és világkupa ezüstérmet szerzett. 1993 nyarán az FTC játékosa lett. 1994-ben ötödik volt a vb-n. 1995-ben újra második lett az Eb-n. 1996-ban negyedik lett az olimpián. Ebben az évben a Bečejhez igazolt. Itt bajnokok ligáját nyert. 2000-től az olasz Pescara igazolta le. 2001-ben ismét az FTC játékosa lett. 2004-ben a Szeged szerződtette. 2007-ben az OSC-hez igazolt. Csapata szentesi mérkőzésén, 2009 májusában fejezte be játékos pályafutását. Ez volt a 474. magyar bajnoki mérkőzése.
2008-tól az UVSE utánpótlás csapatainál trénerkedett. 2010-től a Szentes vezetőedzője lett. Csapatával a 11. lett a bajnokságban. A következő szezonban a Nagyvárad edzője lett. Csapatával román két bajnokságot nyert. 2013-tól a Szentes női csapatát irányította. Tagja lett a női válogatott edzői stábjának. 2014-ben magyar bajnokságot nyert a Szentessel. 2016-tól az OSC utánpótlás edzője, 2017 márciusától a felnőttek edzője lett. 2017 nyarától ismét az OSC utánpótlásában tevékenykedett. 2018-ban rövid időre ismét átvette az OSC irányítását.

## Sikerei
Játékosként
- Magyar bajnokság
  - ezüstérmes: 1991, 1992
  - bronzérmes: 1993
- magyar kupa
- győztes: 1992
- jugoszláv bajnokság
  - aranyérmes: 1998
- Az év magyarországi játékosa, a játékosok szavazatai alapján (1991)[14]
- Bajnokok Ligája
  - győztes: 2000
- Szerbia és Montenegró-i bajnokság
  - aranyérmes (4): 1997, 1998, 1999, 2000
- Szerbia és Montenegró-i kupagyőztes (4)

- olimpia
  - negyedik: 1996
  - ötödik: 1988
  - hatodik: 1992
- világbajnokság
  - bronzérmes: 1991
- Európa-bajnokság
  - ezüstérmes 1993, 1995
- világkupa
  - ezüstérmes: 1993
  - bronzérmes: 1989
- Junior világbajnokság
  - ezüstérmes: 1985

Edzőként
- Magyar női bajnokság
  - bajnok: 2014
  - második: 2015
- Román bajnokság
  - bajnok (2): 2012, 2013
- Román kupagyőztes: 2013